# Mochi au beurre
 (septembre 2024).
Le mochi au beurre est un gâteau hawaïen préparé avec du lait de coco, de la farine de riz gluant (mochiko) et du beurre. Ce dessert, apprécié pour sa texture tendre et son goût riche, est très prisé dans la cuisine hawaïenne.

## Description
Le mochi au beurre allie les textures et saveurs du mochi et du gâteau. Il conserve une texture moelleuse (« Q »), typique du mochi, mais adoucie par l'ajout d'ingrédients classiques de la pâtisserie, comme les œufs et le beurre, auxquels s'ajoute un léger effet aéré grâce à l'utilisation de levure chimique.
Contrairement aux autres types de mochi, le mochi au beurre est cuit au four plutôt qu'à la vapeur, ce qui lui confère une couleur dorée et une texture similaire à celle des blondies.

## Histoire
Les origines précises du mochi au beurre demeurent incertaines. Son ingrédient principal, la farine de riz gluant, étant largement utilisé dans la cuisine japonaise, il est probable que le mochi au beurre ait été influencé par l'immigration japonaise à Hawaï, s'intégrant ainsi dans la riche tradition de cuisine fusion de l'archipel.
Il pourrait également être un descendant du bibingka, un gâteau similaire de la cuisine philippine qui partage des similitudes en termes de texture et de préparation,.

## Galerie
|                                                 |
| Variante marbrée avec un fourrage aux myrtilles |

|                       |
| Servi avec des fruits |

|                       |
| Plateau après cuisson |